# Mundana astrologija
Mundana astrologija je astrologija sveta v širšem smislu. To je ena izmed najstarejših vej astrologije. Pomembne osebe so hotele pridobiti vpogled v dogajanja po svetu. To so zaupale astrologom, ki so ustvarjali almanahe, koledarje, osebne horoskope in drugo, kar je povezanega z astronomskimi cikli.
V sredini te veje astrologije je politika, vera, gospodarstvo in vsi drugi aspekti sodobnega javnega življenja, ki so pomembni za svet kot celoto. Pri tem se upoštevajo cikli planetov glede na druge planete, glede na fiksne zvezde (»zvezde nepremičnice«) in glede na to, katera znamenja prevladujejo, katere kvalitete, elementi in polaritete. Uporablja se pri napovedovanju gospodarskih viškov in borznih zlomov, pa tudi za mirnejša, zmernejša obdobja.